# Gerente

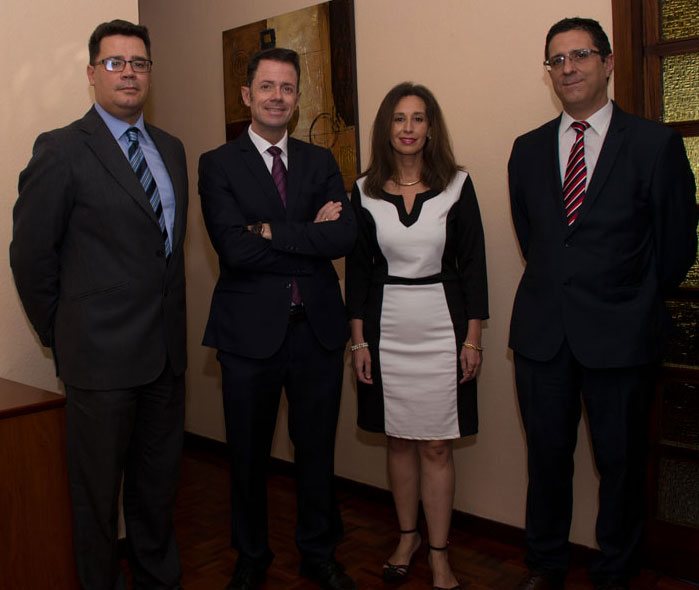
Gerentes especializados en gestión y dirección administrativa de Multinacionales.

El término gerente denomina a quien está a cargo de la dirección o coordinación de una organización, institución o empresa, o bien de una parte de ella, como un departamento o un grupo de trabajo. Existe, por ejemplo, el gerente general, el gerente de finanzas, el gerente de personal, el gerente de sección, el gerente de turno, gerente de proyecto y otros.
Otra definición de gerente afirma que es la persona que coordina y supervisa el trabajo de otras de tal forma que cumplan con los objetivos de la organización. Los empleados no administrativos trabajan directamente en una labor o tarea y no tienen a alguien que les reporte. Las organizaciones o empresas estructuradas suelen tener gerentes de primera línea, gerentes de nivel medio y gerentes de nivel alto. En otras organizaciones de configuraciones más generales, los gerentes pueden no ser identificables fácilmente, aunque alguien debe desempeñar esa función.

## Papel
El papel del gerente es utilizar tan eficientemente como sea posible todos los recursos a su disposición a fin de obtener el máximo posible de beneficio de los mismos. En otras palabras, maximizar la utilidad productiva de la organización o sección.
En la práctica moderna, el gerente es generalmente un empleado, remunerado en parte por un salario y, en ocasiones, en parte a través ya sea de bonos de producción o del otorgamiento de acciones de la organización para la cual trabaja.
Las tareas de gerencia son una parte importante de las funciones de un empresario. Sin embargo, ese es un término utilizado en general para designar a quien esté a cargo de una empresa, y en ese sentido es un término más restringido: todos los empresarios son gerentes, pero no todo gerente es empresario.

## Origen y evolución del término
Adam Smith introdujo el término al vocabulario económico como administrador (gerencia, administración) en La riqueza de las naciones, donde dice:

“Habrá acaso quien se imagine que estos beneficios del capital son tan solo un nombre distinto por los salarios de una particular especie de trabajo, como es el de inspección y dirección. Pero son dos cosas completamente distintas, regulándose por principios de una naturaleza especial. (...) En muchas grandes obras, casi la totalidad de la labor de este tipo está destinada a algún empleado (clerk) principal. Los salarios pagados a esta persona representan el valor de dicha labor de dirección e inspección ... (pero).. nunca guardan proporción con el capital que manejan (management, en el original en inglés); y el propietario de ese capital, a pesar que es así liberado de casi todo trabajo, todavía espera que sus beneficios conserven una proporción regular con su inversión...”.
A. Smith, La riqueza de las naciones, Libro I, Cap. VI “Sobre los elementos componentes del precio de las mercancías”

A pesar de lo anterior, Adam Smith, uno de los primeros en introducir métodos y prácticas de la burocracia a la organización de las empresas, ofrece una visión en la cual las tareas “gerenciales” son una parte esencial de las funciones "del capital" o propietarios, cuya delegación solo puede funcionar bien en asuntos o áreas triviales -solo cuando “todas las operaciones son capaces de ser reducidas a lo que es llamado una rutina, o a tal uniformidad de métodos que admitan solo pequeñas variaciones o incluso ninguna variación” -consecuentemente, el "principal clerk" de Smith ha sido incluso traducido al castellano como capataz- delegación en asuntos más complejos, ineficiente e incluso contra los intereses de los propietarios, debido al problema del agente:

"Ahora bien, no es razonable esperar que los directores de estas compañías, al manejar mucho más dinero de otras personas que de sí mismos, lo vigilen con el mismo ansioso cuidado con el que frecuentemente vigilan el suyo los socios de una empresa particular [...] En consecuencia, el manejo de los negocios de esas compañías siempre está caracterizado en alguna medida por la negligencia y la prodigalidad." y “ [...] la mayor parte de estos accionistas [...tendrán que estar...] satisfechos con recibir el dividendo semestral o anual que los directivos consideran conveniente pagarles”.
 Adam Smith: La riqueza de las naciones, 1776, Madrid: Alianza Editorial; 1994.

Consecuentemente, Jean-Baptiste Say critica duramente a Adam Smith, en su Traité d'économie politique de 1803, por su "incapacidad para distinguir entre la ganancia del superintendente y la del capital”.
Al subrayar la diferencia entre el “superintendente” y el capitalista, Say sugiere que “el mérito del mercader al expandir un negocio es precisamente análogo al del ingeniero.
A partir de esa base, Say dedica la sección III del capítulo sobre la distribución al estudio de la ganancia de lo que llama "maestro de obras" o "contratista": “Puede recordarse que la ocupación de contratista está compuesta de la segunda clase de operaciones especificada como necesaria para poner en marcha cualquier tipo de industria; es decir, es la aplicación del conocimiento adquirido a la creación de un producto para el consumo humano”... “ él es el lazo de comunicación entre los diferentes clases de productores, como entre los productores y los consumidores. Él dirige el negocio de la producción y es el centro de muchos encuentros y relaciones; él hace ganancia de su conocimiento y de la ignorancia de otros, y de cualquier ventaja accidental de producción”.
A través de lo anterior, Say utiliza la palabra entrepreneur en el sentido que tenía en esa época - traducido como "aventurero" en el texto inglés; véase emprendedor. Sin embargo, las operaciones que Say describe se refieren claramente a lo que él mismo denomina, en toda su obra, “administración”, “supervisión”, “superintendencia” y “gerencia”, es decir, quienes están a cargo de la planificación: obtención y asignación de recursos, objetivos y tasas de producción, fijación de precios, tareas que, aunque pueden describirse como "administrativas" en el sentido de Smith, implican la capacidad de tomar decisiones.
Se puede aducir que Say presenta al gerente como el que “dirige una empresa,.. actuando como intermediario entre el capital y el trabajo”. Say nota al mismo tiempo que es raro que tales empresarios sean tan pobres que no posean por lo menos parte del capital que emplean. En ese sentido, se los puede entender también como representantes del capitalista o, en términos más modernos, como representantes de diferentes niveles de los objetivos de la empresa.
Se hace evidente así que es posible diferenciar al menos dos roles en el papel del “director” de una empresa: el del capitalista y el del gerente, o una diferencia entre lo que fue y es aún llamado “propietario director” y un “gerente o administrador profesional”.
Siguiendo esa diferenciación, el término aparece por primera vez en un diccionario castellano: específicamente, en el Suplemento de 1852 al Diccionario de la lengua castellana por la Real Academia Española, definido como: “El que entiende en los negocios corrientes y ordinarios de una empresa comercial”. Nótese que esa definición sugiere que un “gerente” es aquel -no necesariamente un propietario de alguna empresa- que está a cargo de los asuntos de la planificación práctica, día a día.
Esa distinción se hizo general y ampliamente reconocida con avances en los Estados Unidos que tienen que ver tanto con la expansión de la bolsa de valores como sobre todo con la expansión de los ferrocarriles en ese país: dadas las distancias y cantidades de fondos necesarios para esa expansión, se hizo necesario emitir grandes cantidades de acciones, las que se vendían en esas bolsas de valores, generalmente situadas a mucha distancia de las obras mismas. Eso promovió la expansión de un sistema empresarial compuesto no con los propietarios del capital sino de “empresarios profesionales”, lo que impulsó la creación de mecanismos de supervisión de tales empresarios profesionales, dando así origen a las formas modernas de gobierno corporativo, tales como el Consejo de administración, etc.
A partir de fines del siglo XIX, empezaron a aparecer obras especializadas acerca de la “ciencia de la gerencia”.
Ejemplos incluyen: “ Science of management”, del ingeniero Henry R. Towne, en la última década del siglo XIX. “The Principles of Scientific Management (1911) de Frederick Winslow Taylor; etc. En ese mismo año, J. Duncan escribió el primer manual universitario de gerencia. Y en 1912, Yoichi Ueno introduce el Taylorismo en Japón y se transforma en el primer consultor de empresas.
En 1920, la Harvard Business School crea una Maestría en Administración de Negocios. Esto impulso fuertemente el desarrollo de estudios de alto nivel en el área y teorías coherentes y amplias. Siguieron investigaciones acerca de la interrelación entre los diferentes aspectos o ramas de gerencia, aspectos psicológicos de interés, desarrollo de teorías, modelos e instrumentos matemáticos, estadísticos y sociológicos. (Administración)
A fines del siglo XX, la gerencia se clasifica en seis ramas principales:
- Gerencia de Recursos humanos o personal.
- Gerencia de operaciones o Administración de la Producción o Gestión de proyectos.
- Administración o Planificación estratégica.
- Dirección de marketing.
- Gestión del conocimiento o de educación.
- Gerencia de Finanzas corporativas.
- Gerencia de la tecnología de la información, también responsable por sistemas de información gerencial.

Posteriormente John Kenneth Galbraith propuso, notando la expansión de las “capas gerenciales”, la existencia de lo que el llamó una tecnoestructura, que se caracteriza por la influencia y control sobre las direcciones generales de las empresas por los altos dirigentes técnicos y administrativos, con un concomitante desplazamiento de los funciones o capacidades supervisoras sobre las mismas de los propietarios (sean estos inversionistas privados o públicos). Esa tecnoestructura sería especialmente importante en las "Grandes corporaciónes"
Se ha sugerido que esas tecnoestructuras o capas directivas corporacionales estuvieron o están detrás del auge de propuestas políticas -de desregulación, privatización, etc- que se llamaron neoliberales y a una percepción bastante generalizada -especialmente a partir del escándalo de los Bono basura en los 1980- que esa falta de control ha dado origen a una era de “Corporaciones corruptas” lo que a su vez llevó a la sugerencia de la necesidad de reintroducir regulaciones, tales como la Ley Sarbanes Oxley.
Encontramos un ejemplo de cómo se usan esas posiciones “neoliberales” en la manera que algunos proclaman preocupación de las posibles consecuencias imprevistas que seguirían de la propuesta de introducir medidas legislativas -por parte de la administración de Obama- para disminuir las posibilidades de actividades abusivas por parte de las altas capas gerenciales. Esas propuestas incluyen el establecimiento del derecho de tomar parte en las decisiones sobre remuneración de esas altas capas por quienes son nominalmente sus empleadores: los accionistas.
Lo anterior ha llevado también a una renovación del interés sobre la advertencia original de Smith y otros, lo que se ha manifestado en una preocupación general no solo por actividades abiertamente fraudulentas -tales como las de Bernard Madoff, Enron o -a menor extensión- las de Arthur Andersen- sino también en lo que se puede llamar “prácticas agudas” que bordean en lo ilegal -tales como muchas de las relacionadas con la Burbuja punto com y las que han dado lugar a las investigaciones sobre Goldman Sachs, las que -presuntamente- dieron origen a la Crisis de las hipotecas subprime, llevando a la quiebra a empresas tales como Lehman Brothers y culminando en la Crisis financiera de 2008 (Derivado financiero), sino incluso en prácticas que siendo perfectamente legales son vistas como inimicas no solo a los intereses de los propietarios sino los de la sociedad en general.
Un ejemplo de esto último es proveído por la política remunerativa decidida por los gerentes en la empresa Goldman Sachs, empresa que -se alega- habiendo recibido doce mil millones de dólares como préstamos de ayuda para superar los efectos de la crisis, distribuyó -ese mismo año- en “bonos de producción” a los mismos gerentes que tomaron la decisión de distribuirlos un total de catorce mil millones de dólares.